# Ørstedsparken

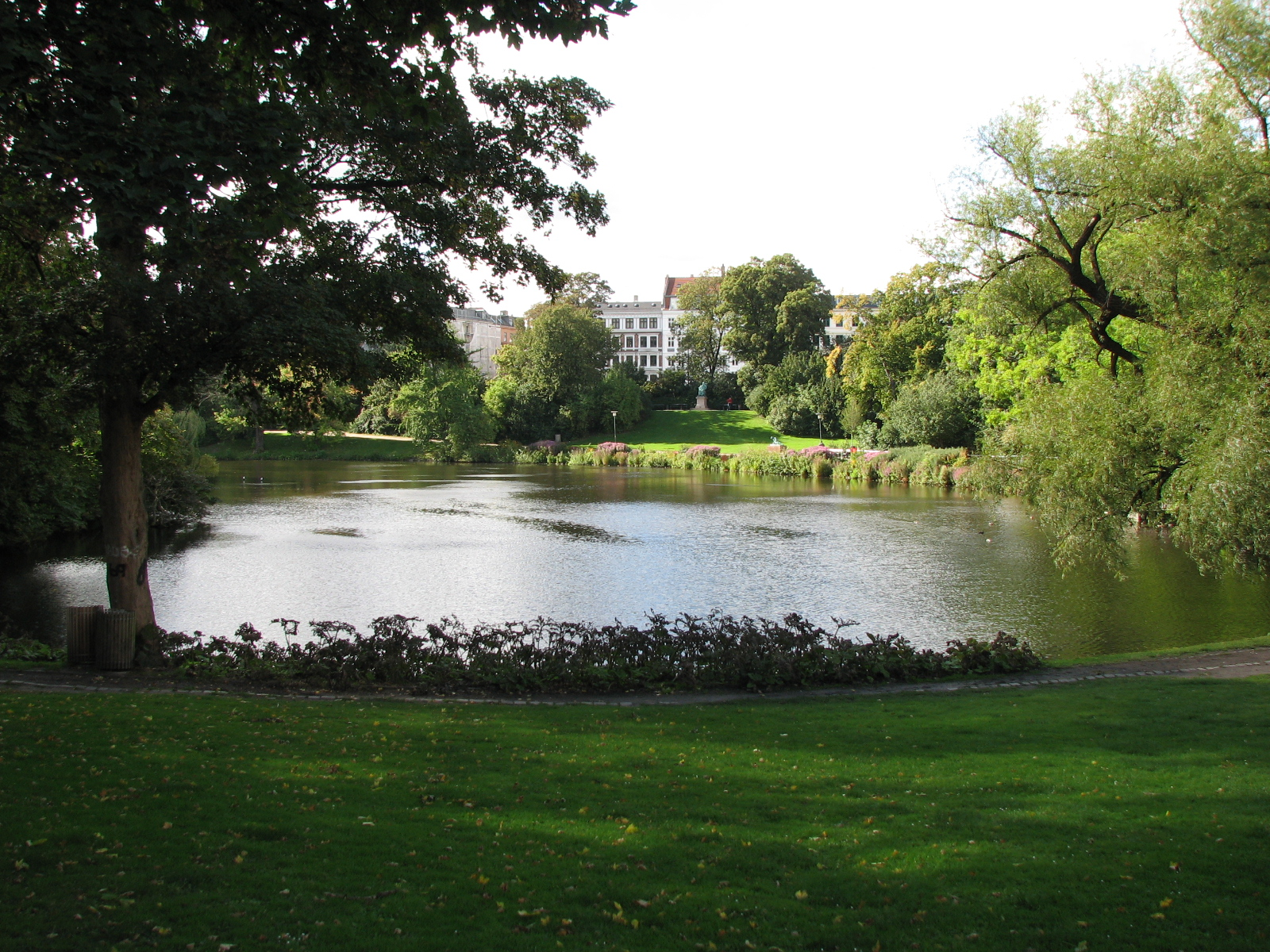
Utsikt över Ørstedsparken

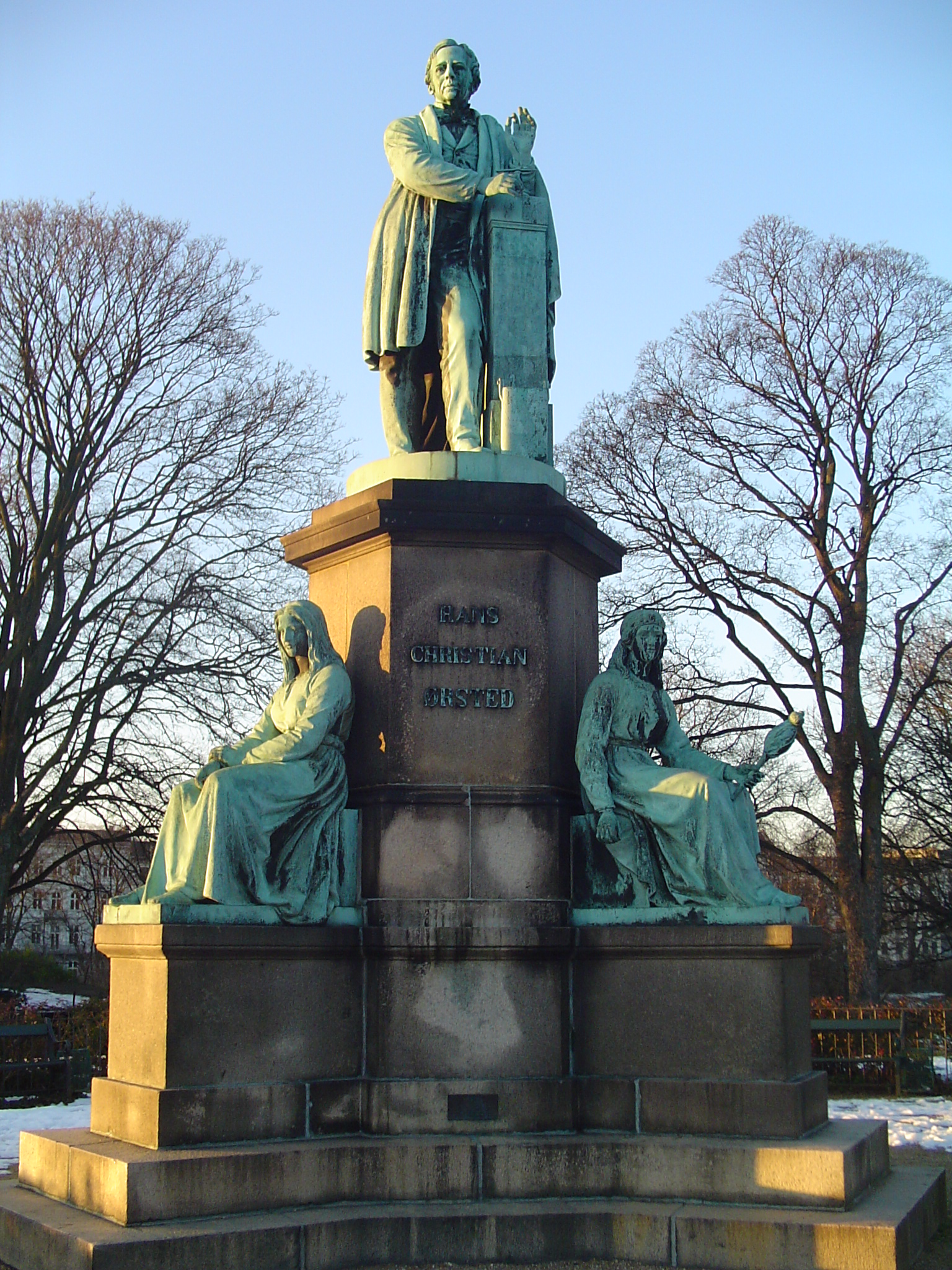
Monumentet över H.C. Ørsted.

Ørstedsparken i Köpenhamn är en parkanläggning mellan Nørre Voldgade och Nørre Farimagsgade, vilken ägs av Köpenhamns kommun. Parken anlades av landskapsarkitekten Henry August Flindt åren 1876-79 och öppnades första gången för allmänheten den 27 oktober 1879. Parken har sju ingångar, och dess areal utgör 6,5 ha, varav en sjö i parken täcker 1,8. Anläggningen har varit skyddad sedan 1963 och har i stort sett bevarat sitt utseende oförändrat sedan anläggandet. 
Parken är - i likhet med Tivoli, Botaniska trådgården och Østre Anlæg - anlagt på en del av Köpenhamns vallar, då den omfattar arealen från Ahlefeldts bastion till Helmers bastion. Mellan dessa låg Hahns bastion, där det 1876 uppställdes ett monument med en staty av H.C. Ørsted. Detta gav anledning till en del polemik, då man menade, att den planerade parken därigenom skulle få dennes namn - vilket ju också skedde. 

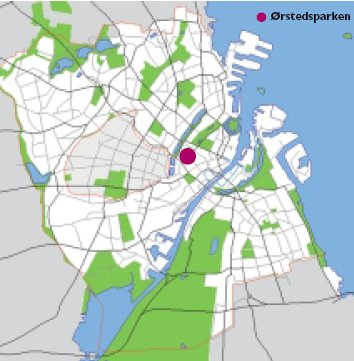
Parkens placering i København.
Teckning: Köpenhamns kommun, Vej & Park.

Utöver monumentet över H.C. Ørsted finns monument över:
- juristen och politikern A.S. Ørsted 1778–1860
- politikern, skeppsredaren och nationalbanksdirektören L.N. Hvidt 1777–1856
- grundaren av den närliggande Zahles skole Natalie Zahle 1828–1913